# Commissione di Venezia
     Paesi membri
     Membri associati
     Paesi osservatori
     Paesi con speciale riconoscimento o cooperanti

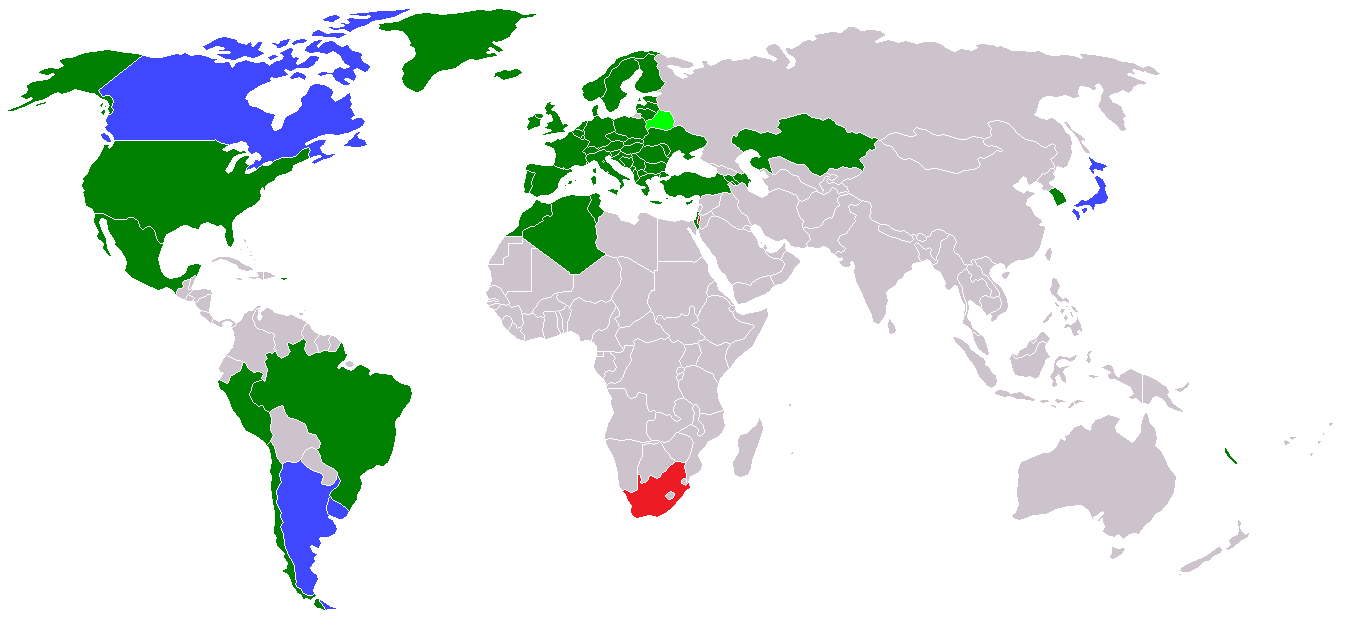
Paesi membri
Membri associati
Paesi osservatori
Paesi con speciale riconoscimento o cooperanti

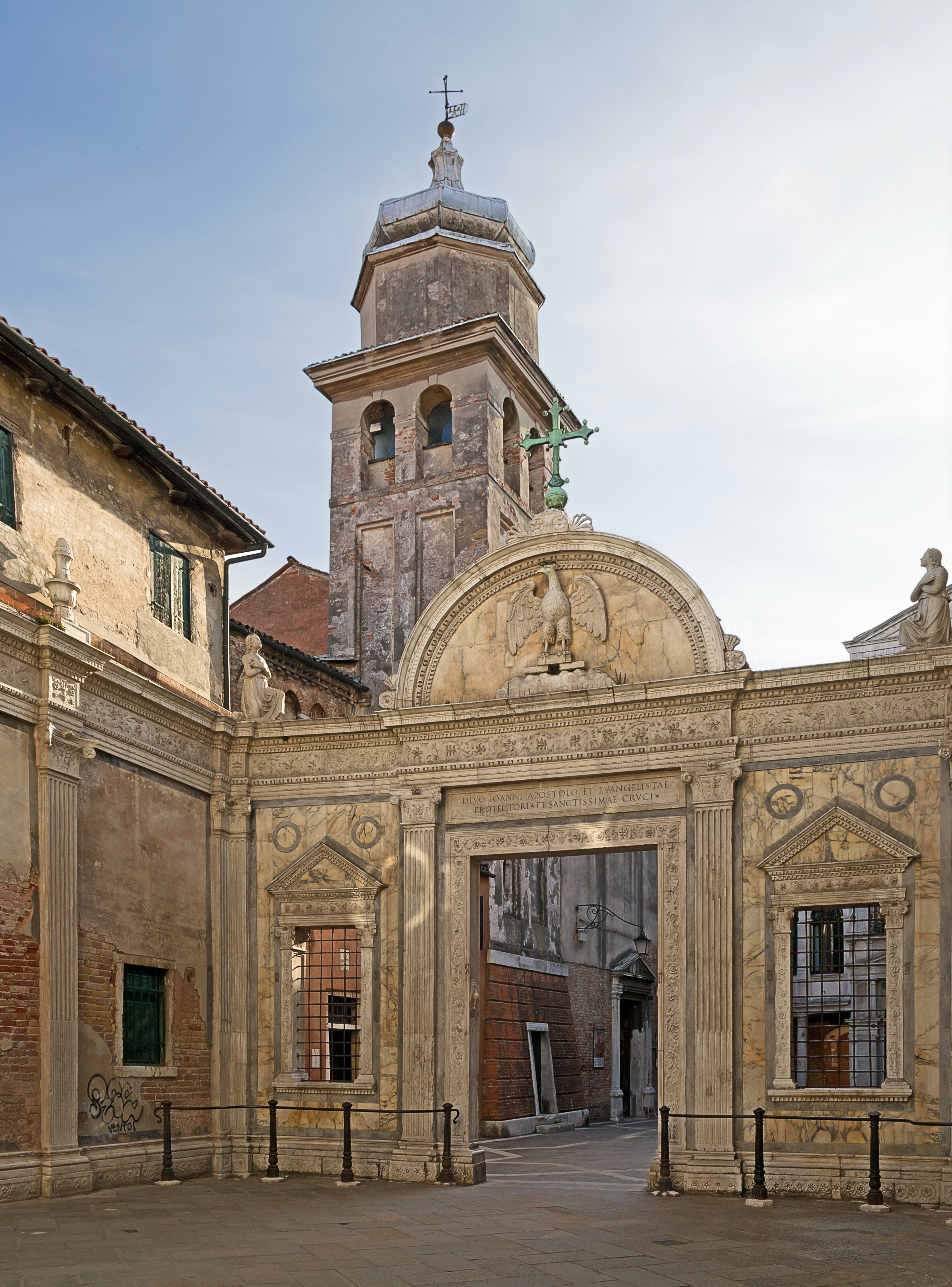
La Scuola grande san giovanni evangelista di Venezia, ove si tengono le riunioni della Commissione

La Commissione di Venezia, dal nome della città in cui si riunisce, è un organo consultivo del Consiglio d'Europa; ufficialmente porta il nome di "Commissione europea per la Democrazia attraverso il Diritto". Ne fanno parte soggetti indipendenti provenienti da diverse nazioni, esperti in diritto costituzionale.

## Missione
Secondo le dichiarazioni di intenti ufficiali, scopo dell'organismo è fornire ai Paesi membri una consulenza giuridica volta a consentire migliori armonizzazioni nella comune adesione a entità esterne come l'Unione europea, in coerenza con le nuove tendenze internazionali in termini di diritti umani, democrazia e pubblica amministrazione.

## Attività
La Commissione di Venezia opera in quattro aree:
- Assistenza costituzionale;
- Elezioni e referendum;
- Cooperazione con le giurisdizioni costituzionali[4];
- Studio in materia di diritto costituzionale mediante saggi, relazioni e seminari transnazionali.

L'assistenza costituzionale mira a dare un parere sui progetti di costituzioni o leggi costituzionali che modificano la Costituzione. La commissione può anche aiutare a scrivere Costituzioni ed esercita un impatto crescente sulla vita costituzionale degli Stati di recente democratizzazione.
I paesi oggetto di tale assistenza sono stati:
- Albania, con il sostegno alla transizione democratica da 1991;
- Belgio, con il parere in merito alla Convenzione quadro per la protezione delle minoranze nazionali, su richiesta del Parlamento federale;
- Bosnia ed Erzegovina, con lo sviluppo e l'interpretazione del diritto costituzionale a causa del conflitto etnico;
- Georgia, con la considerazione di un progetto di legge organica per emendare la costituzione georgiana, su richiesta del Presidente del Parlamento della Georgia;
- Lussemburgo, parere su richiesta del Primo Ministro;
- Moldavia, con la revisione e consulenza sul problema Transnistria;
- Russia, rivedendo la sua costituzione successivamente alla domanda di adesione al Consiglio d'Europa;
- Sudafrica, con il supporto per la redazione della Costituzione del 1996;
- Ucraina, rivedendo la sua costituzione successivamente alla domanda di adesione al Consiglio d'Europa[6].

Da 1992, le varie corti costituzionali degli Stati membri del Consiglio d'Europa sono stati collegati alla Commissione di Venezia per lo scambio di idee e informazioni, che attengono anche all'indipendenza del potere giudiziario.
La Commissione ha anche partecipato alla redazione di codici elettorali nazionali, come in Albania, ed ha inoltre elaborato un codice di buona condotta in materia elettorale; essa organizza seminari di formazione nell'ambito delle sue missioni di assistenza e di osservazione delle elezioni legislative, nonché locale e regionale.

## Riconoscimento giurisprudenziale
Il meccanismo per il quale la Commissione di Venezia stila dei rapporti - che poi vengono discussi nelle Assemblee plenarie del Consiglio d'Europa e votate sotto forma di raccomandazione - ne rende la produzione non soltanto di elevato valore scientifico, ma vero e proprio "materiale normativo che orienta le determinazioni di organi internazionali, anche di tipo giurisdizionale. La Corte europea dei diritti dell’uomo ha ad esempio giudicato il contenuto del Codice di buona pratica elettorale stilato dalla European Commission for Democracy through Law (Venice Commission, allora presieduta da Antonio La Pergola) come rilevante per la sua recente giurisprudenza (sentenza 11 gennaio 2007, Russian conservative party of entrepreneurs and others v. Russia), sia perché consacrato nella risoluzione 1320 (2003) adottata il 30 gennaio 2003 dall'Assemblea parlamentare del Consiglio d'Europa, sia perché oggetto di una dichiarazione del Comitato dei ministri del Consiglio d'Europa del 13 maggio 2004".
A sua volta, la stessa Commissione Venezia si vale della giurisprudenza della Corte europea dei diritti dell'uomo nella stesura dei suoi rapporti: nel parere sul referendum turco del 2017, ad esempio, ha citato la "massima preoccupazione" con cui il commissario dei diritti umani del Consiglio d'Europa considerava la situazione venutasi a creare dopo lo stato d'emergenza del 2016 in Turchia, "caratterizzata da numerose, conclamate violazioni dei principi consacrati dalla CEDU, dalla giurisprudenza della Corte europea dei diritti umani, dagli standard del Consiglio d'Europa e degli altri rilevanti a livello internazionale".

## Sede
La Commissione si riunisce presso la Scuola Grande di San Giovanni Evangelista della città lagunare.